# Haworthia nigra
Haworthia nigra ist eine Pflanzenart der Gattung Haworthia in der Unterfamilie der Affodillgewächse (Asphodeloideae).

## Beschreibung
Haworthia nigra wächst in der Regel stammbildend und sprosst langsam oder bildet häufig Ausläufer. Die aufrechten oder zurückgebogen-ausgebreiteten, eiförmig-dreieckigen Laubblätter bilden eine Rosette mit einer Höhe von bis zu 5 Zentimeter oder gelegentlich mehr. Die schwärzliche bis graugrüne, opake Blattspreite ist bis zu 3 Zentimeter lang und 1,5 Zentimeter breit. Die Blattoberfläche ist rau. Auf ihr befinden sich deutlich erhabene Warzen gleicher Farbe, die nicht zusammenfließen.
Der einfache, lockere Blütenstand erreicht eine Länge von bis zu 40 Zentimeter und besteht aus aufrechten Blüten. Die verkehrt kopfige Blütenröhre ist gebogen und die inneren Perigonblätter sind zurückgerollt.

## Systematik und Verbreitung
Haworthia nigra ist in den südafrikanischen Provinzen Limpopo, Westkap und Ostkap verbreitet.
Die Erstbeschreibung als Apicra nigra durch Adrian Hardy Haworth wurde 1824 veröffentlicht. John Gilbert Baker stellte die Art 1880 in die Gattung Haworthia.
Nomenklatorische Synonym sind Aloe nigra (Haw.) Roem. & Schult.f. (1829), Haworthia venosa subsp. nigra (Haw.) Halda (1997) und Haworthia viscosa subsp. nigra (Haw.) Halda (1998).
Es werden folgende Varietäten unterschieden:
- Haworthia nigra var. nigra
- Haworthia nigra var. diversifolia (Poelln.) Uitewaal

## Nachweise